# Cumberland-Klasse (1850)
Die Cumberland-Klasse war eine Klasse von zwei Linienschiffen der britischen Marine, die von 1850 bis 1860 in Dienst stand.

## Allgemeines
Anfang der 1830er Jahre sah die britische Marine die kleineren Zweidecker-Linienschiffe als zu schwach für die Schlachtlinie an. Der Surveyor of the Navy William Symonds hielt aber ein 70-Kanonen-Schiff am besten geeignet, um als Sicherungsfahrzeug bei Geleitzügen eingesetzt zu werden, ähnlich den 44-Kanonen-Zweideckern der Roebuck-Klasse aus den 1780er Jahren.
Unter den entsprechenden Anforderungen und basierend auf den Linien des nie in Dienst gestellten 74-Kanonen-Schiffes Minotaur (Stapellauf 1816), entwickelte Symonds einen Entwurf, von welchem 1833 und 1834 je eine Einheit bestellt wurde, wobei für die zweite Einheit ein bereits bestehender Rumpf genutzt wurde. Die Marine verzichtete aber auf den Bau weiterer Einheiten dieses Typs, da man der Meinung war, dass Spardeck-Fregatten mit 50 Kanonen diese Funktion besser wahrnehmen könnten.

## Einheiten
| Name       | Bauwerft                             | Bestellung      | Kiellegung  | Stapellauf       | Fertigstellung     | Indienststellung | Verbleib |
| ---------- | ------------------------------------ | --------------- | ----------- | ---------------- | ------------------ | ---------------- | --- |
| Cumberland | Chatham Dockyard, Chatham            | 9. Oktober 1833 | April 1836  | 21. Oktober 1842 | 7. Dezember 1842   | 31. August 1850  | Zwischen 1859 und 1869 Wachschiff in Sheerness, mit Unterbrechung durch Nutzung als Hulk zum Setzen von Masten bei kleinen Dampfschiffen zwischen 1863 und 1866; Anschließend Nutzung als Ausbildungsschiff für die Clyde Industrial Training Ship Foundation, in dieser Funktion am 17. Februar 1889 verbrannt; Reste im Folgejahr in der Rosneath Bay abgewrackt. |
| Boscawen   | Woolwich Dockyard, Woolwich (London) | 3. März 1834    | Januar 1826 | 3. April 1844    | 26. September 1848 | 7. Januar 1851   | Ab 1860 Nutzung als Ausbildungsschiff an verschiedenen Standorten, dabei im März 1874 in Wellesley umbenannt; im März 1914 durch Feuer schwer beschädigt und anschließend abgewrackt. |

## Technische Beschreibung
Die Klasse war als Batterieschiff mit zwei durchgehenden Geschützdecks konzipiert und hatte eine Länge auf diesen von 54,89 Metern (Geschützdeck), eine Breite von 16,55 Metern und einen Tiefgang von 6,83 Metern bei einer Vermessung von 2212 12⁄94 tons (bm). Sie waren Rahsegler mit drei Masten (Fockmast, Großmast und Kreuzmast). Der Rumpf schloss im Heckbereich mit einem Rundheck, in das Galerien integriert waren, die in die seitlich angebrachten Seitengalerien mündeten.
Die Bewaffnung der Klasse bestand bei Indienststellung aus 70 Geschützen.
|           | Unteres Batteriedeck                                              | Oberes Batteriedeck                                               | Backdeck                                                 | Achterdeck                     | Poopdeck                       | Geschütze (Geschossgewicht) |
| --------- | ----------------------------------------------------------------- | ----------------------------------------------------------------- | -------------------------------------------------------- | ------------------------------ | ------------------------------ | --------------------------- |
| Design    | 24 × 32-Pfünder-Kanonen (55cwt) 2 × 68-Pfünder-Karronaden (60cwt) | 26 × 32-Pfünder-Kanonen (48cwt) 2 × 68-Pfünder-Karronaden (60cwt) | 3 × 32-Pfünder-Kanonen (25cwt) 2 × 32-Pfünder-Karronaden | 8 × 32-Pfünder-Kanonen (25cwt) | 4 × 18-Pfünder-Kanonen (10cwt) | 71 Geschütze                |
| In Dienst | 22 × 32-Pfünder-Kanonen (56cwt) 4 × 68-Pfünder-Paixhans (65cwt)   | 26 × 32-Pfünder-Kanonen (50cwt) 2 × 68-Pfünder-Paixhans (65cwt)   | 4 × 32-Pfünder-Kanonen (42cwt)                           | 8 × 32-Pfünder-Kanonen (42cwt) | 4 × 18-Pfünder-Kanonen (10cwt) | 70 Geschütze                |

## Besatzung
Die Besatzung hatte eine Stärke von 620 Mann.

## Bemerkungen
1. ↑  Die hier verwendeten Daten entsprechen dem amtlichen Entwurf. Die genauen Werte der einzelnen Schiffe weichten von Diesem minimal ab.
2. ↑  Zur Unterscheidung von anderen Kanonen mit gleichem Geschossgewicht wurde oft zusätzlich das Gewicht von Lauf und Verschluss angegeben, gemessen in Hundredweights (cwt), 1 cwt = 44,36 kg